# Konfucianismus

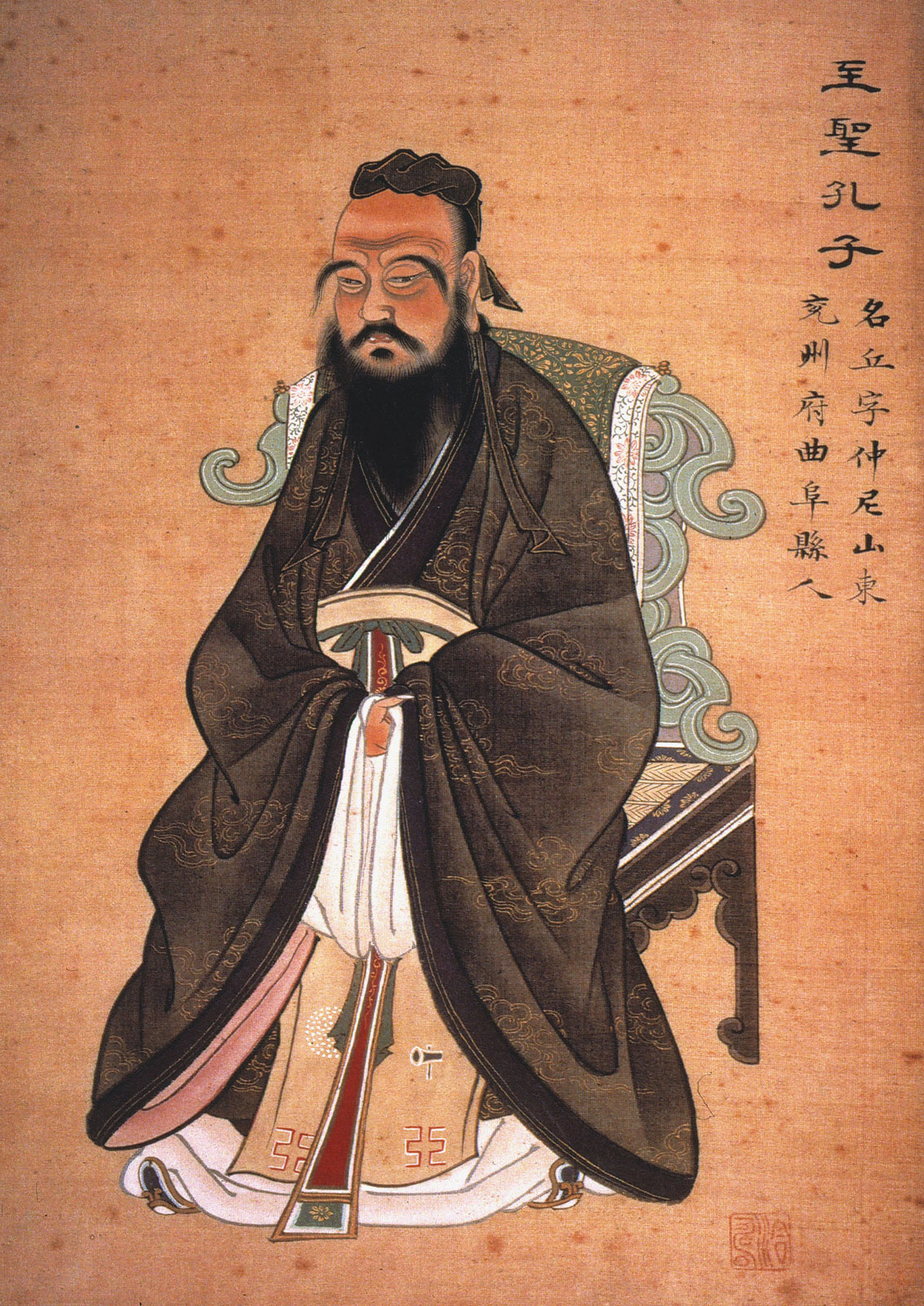
Konfucius – „zakladatel“ konfuciánství (malba z roku 1770)

Konfucianismus, také konfuciánství (čínsky pchin-jinem rúxué, znaky zjednodušené 儒学, tradiční 儒學,  výslovnost, doslova „škola učenců“; nebo méně přesněji Kchung ťiao čínsky pchin-jinem Kŏng jiào, znaky 孔教, „Konfuciovo náboženství“) je čínský filosofický směr, který se vyvinul z učení čínského mudrce Konfucia.

## Charakteristika
Je to ucelený systém morálky, sociálních, politických a náboženských myšlenek, které mají markantní význam na vývoj čínské civilizace ještě do 21. století.
Věřící konfucianismu se nazývají konfuciáni nebo ruisté. Slovo konfucián je odvozeno od latinského christianus, což znamená náležící Kristu. Slovo ruista je odvozeno od čínského rúxué, což znamená škola učenců.
Jedním z hlavních prvků konfuciánství je učení Čen-min (čínsky pchin-jinem zhèngmíng, znaky tradiční 正名, doslova - upravení jmen), které vyžadovalo od každého člověka, aby si uvědomoval své postavení ve společnosti. Konfucianismus chápe tao (=cesta) jako cestu člověka a společnosti. Zdůrazňuje tedy lidské jednání, které ovšem nesmí být v rozporu s vůlí nejvyššího božstva (Nebes). Do popředí staví rozum, odpovědnost, pozitivní postoj ke světu, ale i podřízenost řádu. Vytváří model společnosti založené na vzoru patriarchální rodiny. Evropský postoj ke konfuciánské filozofii se v průběhu doby výrazně měnil. Evropané se začali s čínskou civilizací podrobněji seznamovat teprve v 17. století. V 18. století se konfuciánství stalo předmětem nadšeného obdivu francouzských osvícenců i britské aristokracie. Na počátku 20. století evropští sociologové dokonce označili konfuciánství za hlavní příčinu čínského úpadku a tento názor přejali i čínští levicoví intelektuálové. (Mao Ce-tung dokonce považoval za nutné konfuciánství zcela vymýtit.) Teprve nedávný a nečekaně prudký rozmach zemí s konfuciánskou tradicí, jako je Tchaj-wan, Singapur a Jižní Korea a nakonec i samotná Čína, přinesl novou vlnu zájmu o tuto filozofii.

## Historie konfucianismu

### Narození
Když se Konfucius narodil, nastávalo období úpadku dynastie Čou (vládla přibližně v letech 1027 př. n. l. až 256 př. n. l.). Ta přímo ovládala v té době již pouze několik sídel okolo hlavního města. Zbytek země byl rozdělen na několik desítek států, v jejichž čele stáli lenní pánové, kteří spolu často vedli války. Jejich síly byly vyrovnané a nikdo nemohl získat tak velkou moc, aby se pokusil povstat proti císaři, ostatní by se spojili proti němu. Kvůli neustálým pochodům armád a válečným stavům byl prostý lid dosti sužován. V Číně se tou dobou začali objevovat konzervativní filosofové, kteří kladli důraz na úctu k předkům a jejich zvykům, popřípadě na soulad s přírodou a harmonii (například Lao-c’ ).
Konfuciův otec, Kchung Šu-liang Che, byl správcem malého města Cu ze státečku Lu, který měl nevýhodnou pozici mezi dvěma většími státy. Podle Konfuciových Letopisů Jara a Podzimu byl stát Lu napaden celkem jedenadvacetkrát. Kchnug Šu-liang Che byl již starý a ze čtyř dětí měl pouze jediného zmrzačeného syna. Ze strachu z toho, že by po jeho smrti nemohl nikdo vykonávat obřady k jeho poctě (směli je vykonávat pouze mužští potomci), rozhodl se podruhé oženit. Požádal otce místní rodiny Jen, který měl tři dcery, aby mu dal ruku jedné z nich. Otec jen se zeptal svých dcer, ovšem pouze nejmladší, Čcheng-cai dostála povinnosti poslouchat rodiče, která hraje v čínské etice naprosto zásadní roli.
Podle legendy se Konfuciově matce před porodem zjevilo ve snu pět mudrců (zastupují pět planet, které čínští astronomové v té době znali), kteří vedli podivné zvíře s kůží draka a rohem vyrůstajícím z hlavy. Ten poklekl před Čcheng-cai a vyplivl kousek nefritu popsaného věštbou, že se její dítě stane „králem bez koruny“. Když nadešel čas porodu, odebrala se Konfuciova matka do jeskyně pod morušovníky, kde dva draci drželi stráž a víly naplnily jeskyni libou vůní. V jeskyni vytryskl pramen, aby omyl novorozeného Konfucia a ozval se čísi hlas : „Nebesa, pohnutá tvými modlitbami, ti darovala požehnaného syna“.

### Konfuciův život

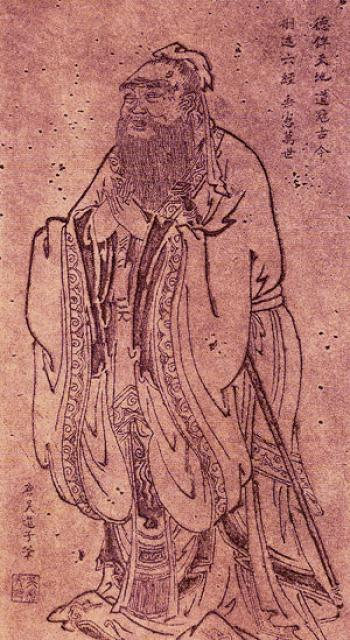
Konfucius (Wu Tao-c', dynastie Tchang)

Konfuciův otec zemřel, když byly chlapci tři roky. Jako vdova po úředníkovi obdržela Čcheng-cai malý pozemek, na kterém mohla hospodařit.
Konfucius pomáhal tento pozemek obhospodařovat a sháněl pro rodinu potravu. Lovil a rybařil, i když v Hovorech (knize sepsané Konfuciovými žáky o něm ) se píše, že nikdy nepoužil ani sítě ani pasti ani nevystřelil šípem po hnízdících ptácích. Naučil se hrát na strunný nástroj, a později si svého hudebního a poetického vzdělání velmi vážil. Už od mládí vášnivě studoval. Pravděpodobně četl sbírku básní Š’-ťing, neboli Knihu písní, která kromě rané čínské poezie obsahuje popisy obřadů, které musí konat panovník, i každodenní život. To byla jedna z Pěti klasických knih, které shrnovaly život v Číně do doby Konfucia. Ten je později editoval a ucelil, díky čemuž o něm dnes víme. Mezi další knihy patří:
- Šu-ťing – Kniha Dokumentů s historií čínského impéria a legendy od legendární dynastie Sia až po Konfuciovu současnost,
- Čchun-čchiou – Letopisy Jara a Podzimu: historie státu Lu od 722 př. n. l. až do 481 př. n. l., tedy dva roky před Konfuciovou smrtí,
- I-ťing – Kniha Přeměn: věštecká příručka shrnující lidovou moudrost,
- Li-ťi – Kniha Obřadů: tři samostatné rituální texty, které popisují jak správné obřady vládnoucích tak prostého lidu, i rady jak správně vládnout a vést domácnost.

Konfucius byl se situací v Číně nad míru nespokojen a rozhodl se, že založí novou školu, kde bude šířit svoji filosofii mezi talentované lidi, a to jak mezi urozené, tak neurozené, což bylo v té době raritou. Sám Konfucius měl podle legendy předky z císařské rodiny. S tím, jak jeho učení přibývalo na významu, začal se o Konfucia zajímat vládce státu Lu. Nicméně ho poté využíval spíše jako ozdobu svého státu a na jeho filosofii příliš nehleděl. Konfucius se tedy asi v padesáti letech rozhodl cestovat po Číně a hledat panovníka, který by se o jeho učení opravdově zajímal. Bohužel, žádného takového panovníka nenašel. Konfucius poté umírá jako poražený člověk, ovšem jeho žáci šířili konfucianismus dál.

### Vývoj konfucianismu
Po Konfuciově smrti shromažďují jeho žáci mistrovo dílo a začínají šířit konfucianismus.
Samozřejmě narazili také na kritiky této filosofie. Mo-c’ (polatinštěná verze Mocius) odmítal konfuciánskou doktrínu a hlásal, že není třeba dbát na ceremoniích takovým způsobem, jak někteří z Konfuciových žáků hlásali. Sám Konfucius zdůrazňoval, že nejdůležitější při rituálech je vnitřní pocit. Mocius si získal mnoho následovníků za svého života, nicméně v dalších generacích jeho učení ztratilo na významu. Dále také Lao-c’, autor spisu Tao Te ťing, stěžejního díla Taoismu. Lao-c‘ věřil, že vzdělávání lidem nijak nezajistí správný způsob života. Preferoval, aby lidé zůstávali takoví, jací se narodí a ponechali věci přirozené harmonii.
Po Konfuciovi byl nejvýznamnější konfuciánský filosof Meng-c’ (Mencius). Osudy obou těchto filosofů jsou podobné, avšak Mencius byl hrdý na svůj aristokratický původ a málokdy připouštěl v debatě chybu. Svými schopnostmi se zasloužil o rozšíření konfucianismu do širších vrstev společnosti. Kniha shrnující jeho život, pojmenovaná Mencius, se v mnoha ohledech podobá Hovorům. Konfucianismus nabyl na síle zejména po nástupu dynastie Chan (202 př. n. l.). Nový císař se rozhodl využít konfucianismus jako stabilizační nástroj a založil hlavní konfuciánskou univerzitu v Čchang-anu a zkoušel konfuciánské učence, kteří poté mohli získat místo na dvoře. Postupem času se systém zkoušek rozšířil po celé zemi a hlouběji do státní správy. Konfucianismus samotný se od původní myšlenky mírně odchýlil. Například definoval uspořádání vesmíru, jímž se Konfucius nezabýval. Začal se také vyvíjet kult Konfucia samotného, a nejsvatějším místem se stal Konfuciův hrob v Lu.
Kolem prvního století našeho letopočtu proniká do Číny buddhismus a ovlivňuje konfuciánské myšlení Číňanů velmi silně. Na rozdíl od tradičních čínských filosofických škol totiž počítal s možností života po smrti. Buddhismus mnohem více promlouval k samotnému člověku, nezaměřoval se tolik na vedení státu a rituály s tím související. Důsledkem toho byl prudký nárůst popularity buddhismu. Po nástupu dynastie Tchang (618) se její první císař rozhodl posílit důležitou roli konfucianismu umocněním jeho náboženského prvku. Byly zakládány chrámy s Konfuciovými soškami a seznamy významných žáků a úředníků. Všechna tři náboženství koexistují až dodnes v Číně, ačkoli konfucianismus ještě prošel fází tzv. neokonfuciánství, kdy přejímal mnoho prvků jak z buddhismu, tak z taoismu.
Po příchodu Evropanů se Čína rozhodla mít poměrně konzervativní vztah k jejich kultuře, jak nakazovalo konfuciánské učení. Ovšem evropské státy se velmi zajímaly o čínské suroviny, což vedlo k tzv. Opiové válce v letech 1839 až 1842. Britští obchodníci dováželi do Číny velké množství opia a císařem jmenovaný komisař se rozhodl k radikálnímu kroku. Nechal zadržet všechny obchodníky a donutil je shromáždit veškeré opium, co převáželi. Poté vše potopil do moře. To vyvolalo samotný válečný konflikt. Vzhledem k tomu, že Čína se do té doby držela konzervativního způsobu života, nemohla obstát proti modernímu britskému námořnictvu a pěchotě. Roku 1842 byl císař donucen kapitulovat a přislíbil uvolnění obchodních vztahů s Evropou a Hongkong byl předán do správy Británie. Tato porážka, spolu s porážkou v konfliktu s Japonci (1894), vyústila v obecnou krizi hodnot v zemi, kterou nazýváme Krize Konfucianismu. Mnoho konfuciánských učenců se snažilo vysvětlit, proč jejich systém nemůže obstát proti západním civilizacím. Mezi nimi vyniknul zejména Kchang Jou-wej, který vedl skupinu, jež vytvořila základní vizi reforem, které poté přijal mladý císař Kuang-Sü. Ten ovšem nedržel sám moc, spíše ji držela jeho teta Cch’-si, známá také jako Císařova vdova. Ta reformy zrušila a jejich nutnost poznala teprve těsně před rokem 1911, kdy v Číně nastala revoluce a poslední Čínský císař abdikoval.

## Filozofie

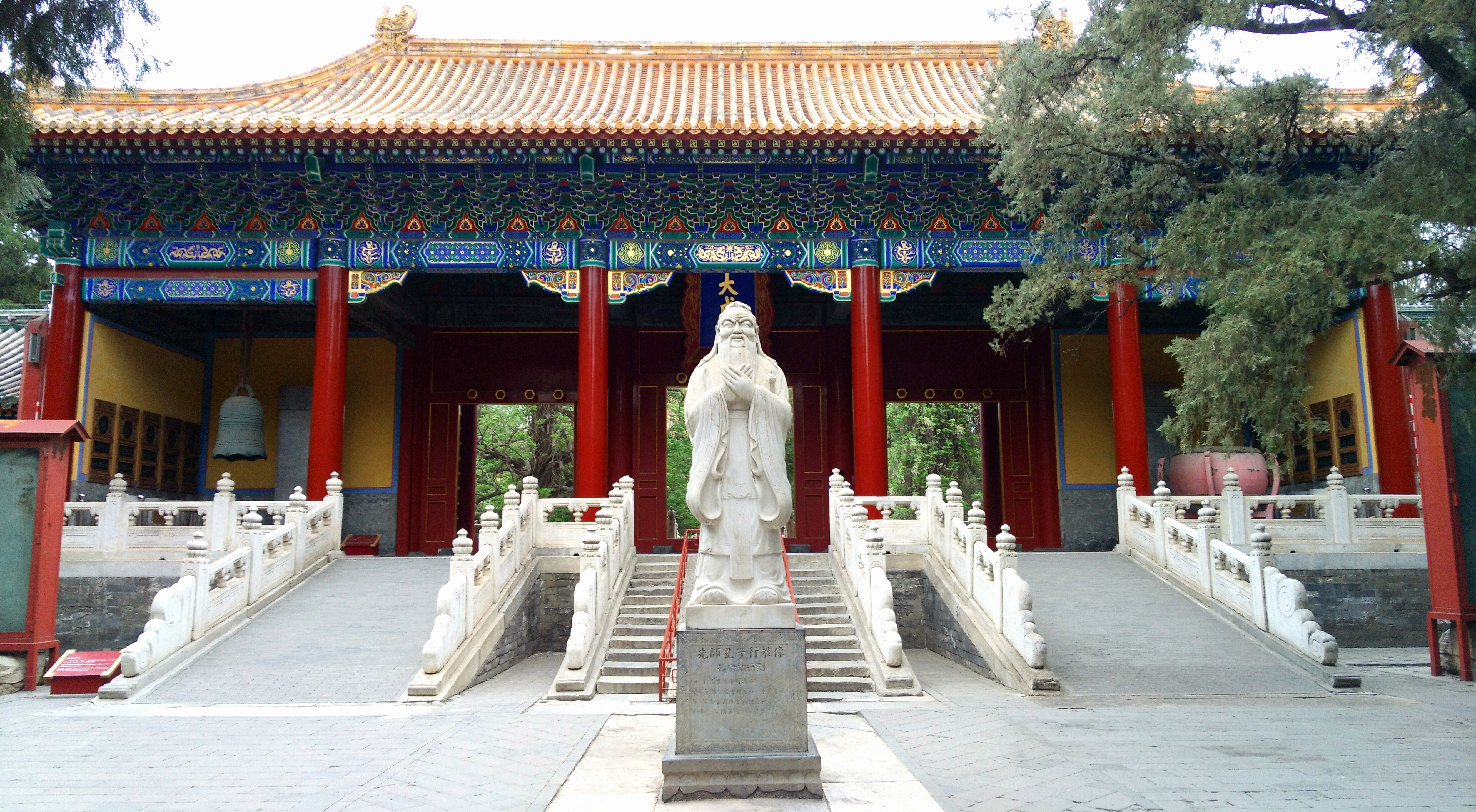
Konfuciánský chrám v Pekingu

Konfuciánská filozofie je založena na hierarchii vztahů, kterou shrnul Konfucius. Podle něj jsou všechny mezilidské vztahy obdobou některého z pěti základních vztahů, z toho čtyři dominantní:
- vztah otce a syna,
- vztah staršího a mladšího bratra,
- vztah manžela a manželky,
- vztah panovníka a poddaného,
- vztah přítele s přítelem - jediný rovnoprávný vztah.

Vzhledem k tomu, že se tři z těchto vztahů odehrávají v rodině, považoval Konfucius rodinu za nejdůležitější součást společnosti. To ovlivnilo myšlení Číňanů dodnes. Stále je odpovědnost a absolutní poslušnost vůči otci, jakožto hlavy rodiny, považována za povinnost. Konfucianismus klade velký důraz na státní zřízení, které v Číně existovalo v době, kdy byl vytvořen. Tím byli Číňané vyhranění oproti ostatním zemím s odlišným způsobem vlády a podezíraví vůči ostatním kulturám obecně. Součástí toho jsou společenská pravidla, jako je dominance mužů nad ženami:
- Nevýhodné postavení žen ve společnosti – žena získá vůdčí pozici ve společenském vztahu pouze v případě, že má dceru nebo snachu. Ženy nemohly ani skládat zkoušky do státní správy.
- Aby duch zemřelých nepodlehl zapomnění, je třeba, aby pohřební a posmrtné rituály prováděl syn. Ve spojitosti se zákonem jednoho dítěte toto vedlo k částečnému vybíjení dcer v Číně.

## Zvyky
Výchovu dětí dělí konfuciánci dle pohlaví. Chlapci se učí psát, počítat a recitovat Hovory. Dívky se učí domácím pracím a čtou Životopisy obdivuhodných žen a jiná díla. Dnes se výchova samozřejmě sjednocuje.
Během chlapcova patnáctého až dvacátého roku se konal obřad, při kterém chlapec dostal dospělé jméno a vybral si svého kmotra. Poté se rodina odebrala domů, kde oslavy pokračovaly a kmotr byl vzácným hostem.
U dívky probíhal obřad podobně, ale pořádal se zpravidla při jejích zásnubách. Většinou ovšem neměl ani snoubenec ani snoubenka právo na volbu svého partnera, vztahy byly domlouvány rodiči. Novomanželka se poté přestěhovala k manželovi a rodiče zůstali se synem tedy po celý život.
Pokud zemřel člen rodiny, bylo třeba uspořádat přísně stanovený pohřební rituál. Pokud byli blízcí v cizině, museli se ihned vrátit. Po dobu truchlení (což byly obvykle tři roky) museli nosit všichni blízcí speciální šaty. Tělo mrtvého bylo umyto a oblečeno, do úst mu vložili příbuzní rýži. Poté se tělo nechalo tři měsíce před domem, kam ostatní přinášeli dary duši zesnulého. Pokud byl navíc zesnulý hlava rodiny, nahradil ho jeho mužský potomek a jeho jméno bylo napsáno na keramickou destičku a vloženo do domácí svatyně ke jménům ostatních předků. Syn pak chodil každý den obětovat předkům a radil se s nimi o důležitých událostech v rodině.
Většina těchto zvyků existovala nebo se vyvíjela v Číně již dávno před Konfuciem, ten je ovšem popsal a kanonizoval.

## Svátky
- Svátek uctívání učitelů (Š’-ťie): 10. září
- Konfuciovy narozeniny (Qufu):  28. září
- Svátek uctívání Konfucia (Kchung-ťie): 28. září
- Svátek uctívání nebes (Tiandi Jiao):9. října
- Svátek uctívání nejvyššího ctnostného (Šang-ti ťie): 15. října
- Svátek uctívání předků (Qingming): 4. nebo 5. dubna.
- Svátek učenců (Shangsi): 2. března